# 19.ª etapa do Giro d'Italia de 2021
A 19.ª etapa do Giro d'Italia de 2021 teve lugar a 28 de maio de 2021 entre Abbiategrasso e Alpe di Mera.
O percurso inicial previsto pela organização da corrida foi de 175 km o qual incluía um passo pelo porto Mottarone de primeira categoria, mas devido a um trágico acidente com o teleférico de Mottarone, os organizadores da corrida alteraram o percurso da etapa o qual se reduziu a 166 km mantendo os pontos de saída e chegada.
O ganhador da etapa foi o britânico Simon Yates. O colombiano Egan Bernal manteve a maglia rosa.

## Classificação da etapa
| Abbiategrasso - Alpe di Mera | alta montanha | (166 km) |

| \| Classificação por etapas \| Classificação por etapas \| Classificação por etapas \| Classificação por etapas \| Classificação por etapas \| \| Ciclista \| Ciclista \| Equipe \| Tempo \| \| \| ------------------------ \| ------------------------ \| ------------------------ \| ------------------------ \| ------------------------ \| \| 1. \| Simon Yates \| BikeExchange \| 4h02m55s \| \| \| 2. \| João Almeida \| Deceuninck-Quick Step \| + 11s \| \| \| 3. \| Egan Bernal \| Ineos Grenadiers \| + 28s \| \| \| 4. \| Damiano Caruso \| Bahrain Victorious \| + 32s \| \| \| 5. \| Aleksandr Vlasov \| Astana-Premier Tech \| + 32s \| \| \| 6. \| Daniel Martin \| Israel Start-Up Nation \| + 42s \| \| \| 7. \| Daniel Felipe Martínez \| Ineos Grenadiers \| + 49s \| \| \| 8. \| Koen Bouwman \| Jumbo-Visma \| + 1m25s \| \| \| 9. \| Tobias Foss \| Jumbo-Visma \| + 1m25s \| \| \| 10. \| Romain Bardet \| Team DSM \| + 1m25s \| \| |                        |                        |          |
| |                        |                        |          |
| Fonte: ProCyclingStats |                        |                        |          |
| Classificação por etapas |                        |                        |          |
| Ciclista | Ciclista               | Equipe                 | Tempo    |
| 1. | Simon Yates            | BikeExchange           | 4h02m55s |
| 2. | João Almeida           | Deceuninck-Quick Step  | + 11s    |
| 3. | Egan Bernal            | Ineos Grenadiers       | + 28s    |
| 4. | Damiano Caruso         | Bahrain Victorious     | + 32s    |
| 5. | Aleksandr Vlasov       | Astana-Premier Tech    | + 32s    |
| 6. | Daniel Martin          | Israel Start-Up Nation | + 42s    |
| 7. | Daniel Felipe Martínez | Ineos Grenadiers       | + 49s    |
| 8. | Koen Bouwman           | Jumbo-Visma            | + 1m25s  |
| 9. | Tobias Foss            | Jumbo-Visma            | + 1m25s  |
| 10. | Romain Bardet          | Team DSM               | + 1m25s  |

## Classificações ao final da etapa
- As classificações finalizaram da seguinte forma:[3]

### Classificação geral(Maglia Rosa)
| \| Classificação geral \| Classificação geral \| Classificação geral \| Classificação geral \| Classificação geral \| \| Ciclista \| Ciclista \| Equipe \| Tempo \| \| \| ------------------- \| ---------------------- \| ---------------------- \| ------------------- \| ------------------- \| \| 1. \| Egan Bernal \| Ineos Grenadiers \| 81h13m37s \| \| \| 2. \| Damiano Caruso \| Bahrain Victorious \| + 2m29s \| \| \| 3. \| Simon Yates \| BikeExchange \| + 2m49s \| \| \| 4. \| Aleksandr Vlasov \| Astana-Premier Tech \| + 6m11s \| \| \| 5. \| Hugh Carthy \| EF Education-Nippo \| + 7m10s \| \| \| 6. \| Romain Bardet \| Team DSM \| + 7m32s \| \| \| 7. \| Daniel Felipe Martínez \| Ineos Grenadiers \| + 7m42s \| \| \| 8. \| João Almeida \| Deceuninck-Quick Step \| + 8m26s \| \| \| 9. \| Tobias Foss \| Jumbo-Visma \| + 10m19s \| \| \| 10. \| Daniel Martin \| Israel Start-Up Nation \| + 13m55s \| \| |                        |                        |           |
| |                        |                        |           |
| Fonte: ProCyclingStats |                        |                        |           |
| Classificação geral |                        |                        |           |
| Ciclista | Ciclista               | Equipe                 | Tempo     |
| 1. | Egan Bernal            | Ineos Grenadiers       | 81h13m37s |
| 2. | Damiano Caruso         | Bahrain Victorious     | + 2m29s   |
| 3. | Simon Yates            | BikeExchange           | + 2m49s   |
| 4. | Aleksandr Vlasov       | Astana-Premier Tech    | + 6m11s   |
| 5. | Hugh Carthy            | EF Education-Nippo     | + 7m10s   |
| 6. | Romain Bardet          | Team DSM               | + 7m32s   |
| 7. | Daniel Felipe Martínez | Ineos Grenadiers       | + 7m42s   |
| 8. | João Almeida           | Deceuninck-Quick Step  | + 8m26s   |
| 9. | Tobias Foss            | Jumbo-Visma            | + 10m19s  |
| 10. | Daniel Martin          | Israel Start-Up Nation | + 13m55s  |

### Classificação por pontos(Maglia Ciclamino)
| Classificação por pontos | Classificação por pontos | Classificação por pontos           | Classificação por pontos | Classificação por pontos |
| Ciclista                 | Ciclista                 | Equipe                             | Pontos                   |                          |
| ------------------------ | ------------------------ | ---------------------------------- | ------------------------ | ------------------------ |
| 1.                       | Peter Sagan              | Bora-Hansgrohe                     | 135 pts                  |                          |
| 2.                       | Davide Cimolai           | Israel Start-Up Nation             | 113 pts                  |                          |
| 3.                       | Fernando Gaviria         | UAE Team Emirates                  | 110 pts                  |                          |
| 4.                       | Elia Viviani             | Cofidis                            | 86 pts                   |                          |
| 5.                       | Egan Bernal              | Ineos Grenadiers                   | 68 pts                   |                          |
| 6.                       | Dries De Bondt           | Alpecin-Fenix                      | 63 pts                   |                          |
| 7.                       | Andrea Pasqualon         | Intermarché-Wanty-Gobert Matériaux | 61 pts                   |                          |
| 8.                       | Simone Consonni          | Cofidis                            | 60 pts                   |                          |
| 9.                       | Alberto Bettiol          | EF Education-Nippo                 | 53 pts                   |                          |
| 10.                      | Nikias Arndt             | Team DSM                           | 53 pts                   |                          |

### Classificação da montanha(Maglia Azzurra)
| Classificação da montanha | Classificação da montanha | Classificação da montanha | Classificação da montanha | Classificação da montanha |
| Ciclista                  | Ciclista                  | Equipe                    | Pontos                    |                           |
| ------------------------- | ------------------------- | ------------------------- | ------------------------- | ------------------------- |
| 1.                        | Geoffrey Bouchard         | AG2R Citroën Team         | 180 pts                   |                           |
| 2.                        | Egan Bernal               | Ineos Grenadiers          | 121 pts                   |                           |
| 3.                        | Daniel Martin             | Israel Start-Up Nation    | 83 pts                    |                           |
| 4.                        | Simon Yates               | BikeExchange              | 57 pts                    |                           |
| 5.                        | Bauke Mollema             | Trek-Segafredo            | 53 pts                    |                           |
| 6.                        | Lorenzo Fortunato         | Eolo-Kometa               | 52 pts                    |                           |
| 7.                        | Damiano Caruso            | Bahrain Victorious        | 50 pts                    |                           |
| 8.                        | João Almeida              | Deceuninck-Quick Step     | 48 pts                    |                           |
| 9.                        | Dries De Bondt            | Alpecin-Fenix             | 39 pts                    |                           |
| 10.                       | Jan Tratnik               | Bahrain Victorious        | 26 pts                    |                           |

### Classificação dos jovens(Maglia Bianca)
| Classificação dos jovens | Classificação dos jovens | Classificação dos jovens | Classificação dos jovens | Classificação dos jovens |
| Ciclista                 | Ciclista                 | Equipe                   | Tempo                    |                          |
| ------------------------ | ------------------------ | ------------------------ | ------------------------ | ------------------------ |
| 1.                       | Egan Bernal              | Ineos Grenadiers         | 81h13m37s                |                          |
| 2.                       | Aleksandr Vlasov         | Astana-Premier Tech      | + 6m11s                  |                          |
| 3.                       | Daniel Felipe Martínez   | Ineos Grenadiers         | + 7m42s                  |                          |
| 4.                       | João Almeida             | Deceuninck-Quick Step    | + 8m26s                  |                          |
| 5.                       | Tobias Foss              | Jumbo-Visma              | + 10m19s                 |                          |
| 6.                       | Attila Valter            | Groupama-FDJ             | + 38m18s                 |                          |
| 7.                       | Lorenzo Fortunato        | Eolo-Kometa              | + 42m19s                 |                          |
| 8.                       | Michael Storer           | Team DSM                 | + 1h41m19s               |                          |
| 9.                       | Alessandro Covi          | UAE Team Emirates        | + 1h49m29s               |                          |
| 10.                      | Einer Rubio              | Movistar Team            | + 1h55m36s               |                          |

### Classificação por equipas"Súper team"
| Classificação por equipes | Classificação por equipes | Classificação por equipes | Classificação por equipes |
| Equipe                    | Equipe                    | Tempo                     |                           |
| ------------------------- | ------------------------- | ------------------------- | ------------------------- |
| 1.                        | Ineos Grenadiers          | 244h14m06s                |                           |
| 2.                        | Team DSM                  | + 2m20s                   |                           |
| 3.                        | Jumbo-Visma               | + 26m22s                  |                           |
| 4.                        | Trek-Segafredo            | + 28m23s                  |                           |
| 5.                        | Astana-Premier Tech       | + 30m59s                  |                           |
| 6.                        | Team BikeExchange         | + 58m36s                  |                           |
| 7.                        | EF Education-Nippo        | + 1h16m44s                |                           |
| 8.                        | Movistar Team             | + 1h18m43s                |                           |
| 9.                        | Deceuninck-Quick Step     | + 1h25m22s                |                           |
| 10.                       | Bahrain Victorious        | + 1h28m28s                |                           |

## Abandonos
- Alexander Cepeda não tomou a saída.[4]
- Victor Lafay não tomou a saída.[4]
- Gianluca Brambilla não completou a etapa devido a uma queda.[4]